# Shopping Queens VIPS
Shopping Queens VIPS is een Nederlands televisieprogramma dat werd uitgezonden door RTL 5. Het programma werd gepresenteerd door Fred van Leer en werd zeven weken lang op de doordeweekse dagen uitgezonden. In het programma gaan bekende Nederlandse dames met elkaar de strijd aan wie de mooiste outfit kan scoren.

## Format
In het programma gaat een groep bekende Nederlandse dames, die bekendheid hebben gekregen door deelnamen aan andere programma's, de strijd met elkaar aan onder leiding van presentator Fred van Leer. Elke week staan er vijf andere dames tegen over elkaar.
Elke week werd er een thema gegeven door een bekende Nederlander. Vervolgens zagen de kijkers elke aflevering een van de vijf vrouwen hun outfit shoppen bij de bijbehorende thema, terwijl de andere dames de kledingkast van haar beoordelen. Aan het einde van elke aflevering showt de deelneemster haar outfit. De dames geven elkaar cijfers voor hun outfits, zonder de cijfers van elkaar te weten. Vervolgens geeft Fred van Leer aan het einde van de week de dames ook een cijfer, de gene die daarmee het hoogste gemiddelde heeft is de weekwinnares en krijgt een shoptegoed ter waarde van 1.000 euro.
Na de zes weken is er een speciale finale week waarin de weekwinnaressen tegen elkaar strijden voor de titel Shopping Queen 2015 en nog een shoptegoed ter waarde van 1.000 euro winnen. Echter niet alle weekwinnaressen hadden tijd om terug te keren voor nog een aflevering, zo waren Michella Kox en Mounira Hadj Mansour niet te zien in de finaleweek. Laura Ponticorvo kreeg daarom een wildcard om in de finaleweek te staan.

## Afleveringen en kandidaten

### Week 1
In de eerste week werd het thema gegeven door Mary Borsato; het thema was een outfit voor een huwelijksfeest in pasteltinten.
| Kandidaat          | Bekend van                              | Opmerking                        |
| ------------------ | --------------------------------------- | -------------------------------- |
| Dorien Rose        | Ex-playmate                             | Geëindigd als vijfde met een 6.7 |
| Laura Ponticorvo   | Mijn Vieze, Vette, Vervelende Verloofde | Geëindigd als vierde met een 7.2 |
| Daniella Merringer | Beauty & de Nerd                        | Geëindigd als derde met een 7.3  |
| Ovo Drenth         | Holland's Next Top Model                | Geëindigd als tweede met een 8.0 |
| Pauline Wingelaar  | Echte Gooische Meisjes                  | Weekwinnares met een 8.2         |

### Week 2
In de tweede week werd het thema gegeven door Gerard Joling, het thema was een witte outfit met een beetje kleur voor het concert van de Toppers.
| Kandidaat       | Bekend van                  | Opmerking                        |
| --------------- | --------------------------- | -------------------------------- |
| Billy Bakker    | Utopia                      | Geëindigd als vijfde met een 6.2 |
| Sieneke Peters  | Eurovisie Songfestival 2010 | Geëindigd als vierde met een 6.4 |
| Aisha Kazumba   | Holland's Next Top Model    | Geëindigd als derde met een 6.8  |
| Marlous Oosting | Nationaal Songfestival 2010 | Geëindigd als tweede met een 7.0 |
| Michella Kox    | Dames in de Dop             | Weekwinnares met een 7.5         |

### Week 3
In de derde week werd het thema gegeven door Humberto Tan, het thema was een zwarte gala jurk.
| Kandidaat         | Bekend van                 | Opmerking                        |
| ----------------- | -------------------------- | -------------------------------- |
| Yokechia Baumgard | Een Huis Vol               | Geëindigd als vijfde met een 5.8 |
| Jill Kleinjan     | Oh Oh Europa               | Geëindigd als vierde met een 5.8 |
| Sylvia Geersen    | Holland's Next Top Model   | Geëindigd als derde met een 6.0  |
| Sharon Pieksma    | Holland's Next Top Model   | Geëindigd als tweede met een 7.0 |
| Tamara Elbaz      | Modemeisjes Met Een Missie | Weekwinnares met een 7.8         |

### Week 4
In de vierde week werd het thema gegeven door May-Britt Mobach, het thema was een outfit waarmee je kan solliciteren bij een modebureau.
| Kandidaat            | Bekend van             | Opmerking                        |
| -------------------- | ---------------------- | -------------------------------- |
| Ymke Wieringa        | Take Me Out            | Geëindigd als vijfde met een 6.0 |
| Nadia Palesa         | PowNews                | Geëindigd als vierde met een 7.5 |
| Kelly van der Veer   | Big Brother            | Geëindigd als derde met een 7.6  |
| Dolshe Gulsen        | Zusje van Olcay Gulsen | Geëindigd als tweede met een 7.9 |
| Mounira Hadj Mansour | SpangaS                | Weekwinnares met een 8.0         |

### Week 5
In de vijfde week werd het thema gegeven door Marc van der Linden, het thema was een middagjapon met een uniek hoofddeksel.
| Kandidaat       | Bekend van                  | Opmerking                        |
| --------------- | --------------------------- | -------------------------------- |
| Karin Plausibel | Ik heb HET nog nooit gedaan | Geëindigd als vijfde met een 5.0 |
| Kathy Imre      | Adam zkt Eva                | Geëindigd als vierde met een 5.3 |
| Coosje Smid     | Joy                         | Geëindigd als derde met een 6.8  |
| Jamie Faber     | Schoenenontwerpster         | Geëindigd als tweede met een 7.2 |
| Maria Tailor    | Model                       | Weekwinnares met een             |

### Week 6
In de zesde week werd het thema gegeven door Sunnery James & Ryan Marciano, het thema was chic, sexy en stoer.
| Kandidaat        | Bekend van                | Opmerking                        |
| ---------------- | ------------------------- | -------------------------------- |
| Zimra Geurts     | Ex-playmate               | Geëindigd als vijfde met een 6.8 |
| Romy Monteiro    | The Voice of Holland      | Geëindigd als vierde met een 6.8 |
| Cherry Kers      | Adam zkt Eva              | Geëindigd als derde met een 6.9  |
| Myrthe Mylius    | Vriendin van Thomas Berge | Geëindigd als tweede met een 7.7 |
| Delisa Sint Jago | Model                     | Weekwinnares met een 8.0         |

### Week 7 - finale week
In de zevende week gaf presentator Fred van Leer zelf het thema, het thema was dat de outfit geschikt moest zijn voor een internationaal mode-evenement. 
| Kandidaat         | Bekend van          | Opmerking                        |
| ----------------- | ------------------- | -------------------------------- |
| Delisa Sint Jago  | Winnares van week 6 | Geëindigd als vijfde met een 6.3 |
| Laura Ponticorvo  | Kreeg een wildcard  | Geëindigd als vierde met een 7.3 |
| Maria Tailor      | Winnares van week 5 | Geëindigd als derde met een 7.4  |
| Pauline Wingelaar | Winnares van week 1 | Geëindigd als tweede met een 7.4 |
| Tamara Elbaz      | Winnares van week 3 | Shopping Queen dankzij een 7.8   |

## Waardering
Sinds de eerste aflevering van het programma weet het niet veel kijkers te trekken. De kijkcijfers schommelde vaak rond de 100.000 kijkers met een enkele keer een uitschieter naar de 135.000 kijkers. Het programma bereikte uiteindelijk een dieptepunt toen het programma door slechts 59.000 kijkers werd bekeken.